# رنمينبي
رنمينبي (بالصينية المبسطة: 人民币 ، وبالصينية التقليدية: 人民幣)(اختصار: RMB; (بالصينية); symbol: 元/¥; code: CNY)، هي عملة الجزء القاريّ من جمهورية الصين الشعبية.
تعني هذه الكلمة حرفياً عملة الشعب، ووحدتها الأساسية تدعى يوان، وهي مقسمة إلى 10 «جياو» (角)، والمقسمة بدورها إلى 10 «فن» (分).
وحيث أن الرينمينبي هي العملة الرسمية لجمهورية الصين الشعبية وإحدى العملات الاحتياطية في العالم، فهي أيضاً تحتل المرتبة الثامنة بين العملات الأكثر تداولًا في العالم اعتبارًا من أبريل 2019.
اليوان (بالصينية) هي الوحدة الأساسية في الرينمينبي، ولكن الكلمة تستخدم أيضًا للإشارة إلى العملة الصينية بشكل عام، وخاصة في السياقات الدولية. يقسم اليوان الواحد إلى 10 جياو (بالصينية) ، وتنقسم جياو بدورها إلى 10 فين (بالصينية). يتم إصدار الرنمينبي من قبل بنك الشعب الصيني، السلطة النقدية في الصين.

## تقييم
حتى عام 2005، كانت قيمة الرنمينبي مربوطة بالدولار الأمريكي. بينما واصلت الصين انتقالها من التخطيط المركزي إلى اقتصاد السوق وزيادة مشاركتها في التجارة الخارجية، تم تخفيض قيمة الرنمينبي لزيادة القدرة التنافسية للصناعة الصينية. لقد زُعم سابقًا أن سعر الصرف الرسمي للرنمينبي كان مقومًا بأقل من قيمته الحقيقية بنسبة تصل إلى 37.5٪ مقابل تعادل القوة الشرائية. ومع ذلك، في الآونة الأخيرة، أدت إجراءات التقدير التي اتخذتها الحكومة الصينية، بالإضافة إلى إجراءات التيسير الكمي التي اتخذها الاحتياطي الفيدرالي الأمريكي والبنوك المركزية الرئيسية الأخرى، إلى جعل الرنمينبي في حدود 8 ٪ من قيمة توازنه بحلول النصف الثاني. عام 2012. منذ عام 2006، سُمح لسعر صرف الرنمينبي بالتعويم بهامش ضيق حول سعر أساسي ثابت محدد بالرجوع إلى سلة من العملات العالمية. أعلنت الحكومة الصينية أنها ستزيد تدريجياً من مرونة سعر الصرف. نتيجة للتدويل السريع لعملة الرنمينبي، أصبحت العملة الثامنة في العالم الأكثر تداولًا في عام 2013،  خامسًا بحلول عام 2015،  ولكنها السادسة في عام 2019.
في 1 أكتوبر 2016، أصبح الرنمينبي أول عملة سوق ناشئة يتم تضمينها في سلة حقوق السحب الخاصة لصندوق النقد الدولي، وهي سلة العملات التي يستخدمها صندوق النقد الدولي كعملة احتياطية.

## المصطلح
|                           | صينى   | بينيين   | إنجليزي        | الترجمة الحرفية |
| ------------------------- | ------ | -------- | -------------- | --------------- |
| اسم العملة الرسمي         | 人民币 | رينمينبي | الرنمينبي      | "عملة الناس"    |
| الاسم الرسمي لوحدة واحدة  | 元أو圆 | يوان     | يوان           | "مستدير"        |
| الاسم الرسمي لـ1⁄10 حدة   | 角     | جياو     | جياو           | "ركن"           |
| الاسم الرسمي لـ1⁄100 وحدة | 分     | فين      | فين            | "جزء"           |
| الاسم العامي لوحدة واحدة  | 块     | كوي      | كواي أو الرصيف | "قطعة"          |
| الاسم العامي لـ1⁄10 حدة   | 毛     | ماو      | ماو            | "ريشة"          |

رمز أيزو 4217 (ISO) للرنمينبي هو (CNY) ، وهو اختصار لـ «اليوان الصيني» كما يشار إليه غالبًا في التمويل الدولي. تستخدم أسواق هونغ كونغ التي تتداول الرنمينبي بأسعار معومة حرة الرمز غير الرسمي (CNH). هذا لتمييز الأسعار عن تلك التي تحددها البنوك المركزية الصينية في البر الرئيسي. الرنمينبي ليس رمزًا للعملة ولكنه يُستخدم أحيانًا مثل الرمز في الصين.
رمز العملة هو ¥ ، ولكن نظرًا لمشاركته مع الين الياباني، يتم استخدام CN ¥ أحيانًا. ومع ذلك، في السياقات الصينية المكتوبة، الحرف الصيني لليوان أو، في السياقات الرسمية، يتبع عادةً الرقم بدلاً من رمز العملة.
الرنمينبي هو اسم العملة بينما اليوان هو اسم الوحدة الأساسية للرنمينبي. وهذا يماثل الفرق بين «الجنيه الإسترليني» و «الجنيه» عند مناقشة العملة الرسمية للمملكة المتحدة، الجنيه الإسترليني. جياو وفين هما أيضًا من وحدات الرنمينبي.
في لغة الماندرين اليومية، كواي عادة عند مناقشة المال ونادرا ما تسمع كلمة «الرنمينبي» أو «اليوان». وبالمثل، يستخدم متحدثو الماندرين عادةً لغة الماو بدلاً من جياو.
يُشار أحيانًا إلى الرنمينبي باسم «ريدباك»، وهو تشغيل على «العملة الخضراء»، وهو المصطلح العامي للدولار الأمريكي.

## تاريخ
العملات المختلفة المسماة اليوان أو الدولار الصادرة في الصين وكذلك تايوان وهونغ كونغ وماكاو مشتقة من الدولار الأمريكي الفضي الإسباني الذي استوردته الصين بكميات كبيرة من أمريكا الإسبانية من القرن السادس عشر إلى القرن العشرين. كان أول دولار أو يوان فضي مصبوب محليًا تم قبوله في جميع أنحاء أسرة تشينغ الصينية (1644-1912) هو دولار التنين الفضي الذي تم تقديمه في عام 1889. وأدخلت الأوراق النقدية المختلفة المقومة بالدولار أو يوان أيضا، والتي كانت قابلة للتحويل إلى الدولار الفضة حتى عام 1935 عندما معيار الفضة علقت واليوان الصيني تم فابي (العملة كعملة قانونية).

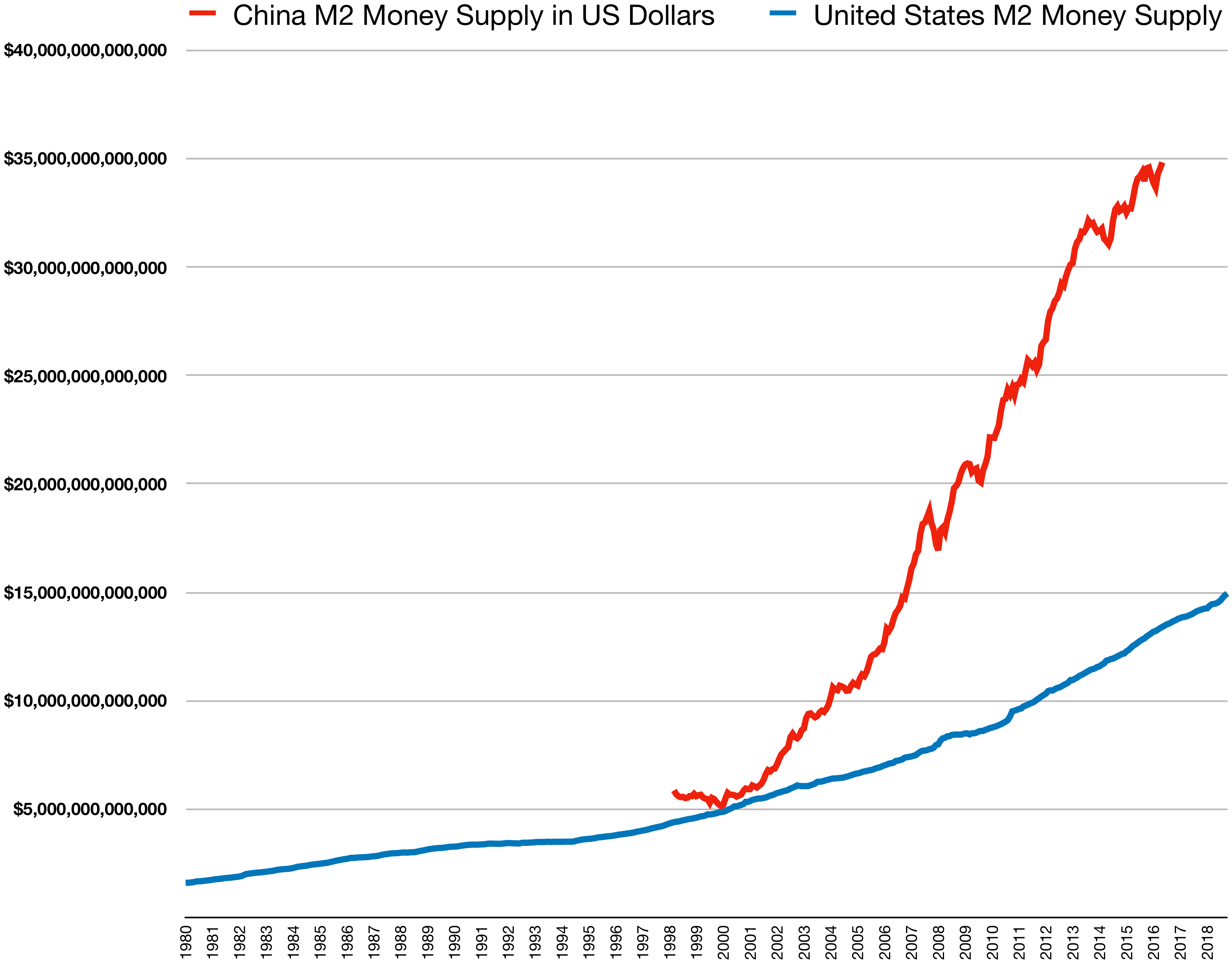
عرض النقود في الصين M2 (أحمر) مقابل عرض النقود الأمريكية M2 (أزرق)

تم تقديم الرنمينبي من قبل بنك الصين الشعبي في ديسمبر 1948، قبل حوالي عام من تأسيس جمهورية الصين الشعبية. تم إصداره في شكل ورقي فقط في البداية، واستبدل العملات المختلفة المتداولة في المناطق التي يسيطر عليها الشيوعيون. كانت إحدى المهام الأولى للحكومة الجديدة هي إنهاء التضخم المفرط الذي ابتليت به الصين في السنوات الأخيرة من حقبة الكومينتانغ (KMT). وقد تحقق ذلك، حدث إعادة التقييم في عام 1955 بمعدل 1 يوان جديد = 10000 يوان قديم.
عندما سيطر الحزب الشيوعي الصيني على مناطق أكبر في الجزء الأخير من الحرب الأهلية الصينية، بدأ بنك الصين الشعبي بإصدار عملة موحدة في عام 1948 لاستخدامها في الأراضي التي يسيطر عليها الشيوعيون. مقومة أيضًا باليوان ، وتم تحديد هذه العملة بأسماء مختلفة، بما في ذلك «الأوراق النقدية لبنك الصين الشعبي» من نوفمبر 1948، و«العملة الجديدة» تمد تحديدها من ديسمبر 1948، أطلق عليها بنك الصين الشعبي في يناير 1949 مسمى «أوراق الشعب» (人民 券 كاختصار لاسم العائلة) وأخيرًا سميت «عملة الشعب» أو «الرنمينبي»، من يونيو 1949.

### عصر الاقتصاد المخطط
من عام 1949 حتى أواخر السبعينيات، قامت الدولة بتثبيت سعر الصرف في الصين عند مستوى مرتفع للغاية كجزء من إستراتيجية استبدال الواردات في البلاد. خلال هذا الإطار الزمني، كان تركيز التخطيط المركزي للدولة على تسريع التنمية الصناعية وتقليل اعتماد الصين على السلع المصنعة المستوردة. سمحت المغالاة في التقييم للحكومة بتوفير الآلات والمعدات المستوردة للصناعات ذات الأولوية بتكلفة منخفضة نسبيًا للعملة المحلية مما كان يمكن أن يحدث.

### الانتقال إلى سعر صرف متوازن
كان تحول الصين بحلول منتصف التسعينيات إلى نظام يتم فيه تحديد قيمة عملتها من خلال العرض والطلب في سوق الصرف الأجنبي عملية تدريجية امتدت لمدة 15 عامًا تضمنت تغييرات في سعر الصرف الرسمي، واستخدام تبادل مزدوج نظام الأسعار، والإدخال والتوسع التدريجي لأسواق الصرف الأجنبي.
كان أهم تحرك نحو سعر الصرف الموجه نحو السوق هو تخفيف الضوابط على التجارة وغيرها من معاملات الحساب الجاري، كما حدث في العديد من الخطوات المبكرة للغاية. في عام 1979، وافق مجلس الدولة على نظام يسمح للمصدرين ومالكي الحكومات الإقليمية والمحلية بالاحتفاظ بحصة من عائداتهم من النقد الأجنبي، يشار إليها باسم حصص الصرف الأجنبي. في الوقت نفسه، اتخذت الحكومة تدابير للسماح بالاحتفاظ بجزء من عائدات النقد الأجنبي من مصادر غير تجارية، مثل التحويلات الخارجية، ورسوم الموانئ التي تدفعها السفن الأجنبية، والسياحة.
في وقت مبكر من أكتوبر 1980، سُمح للشركات المصدرة التي احتفظت بالنقد الأجنبي أعلى من احتياجات الاستيراد الخاصة بها ببيع الفائض من خلال وكالة الدولة المسؤولة عن إدارة ضوابط الصرف في الصين واحتياطياتها من العملات الأجنبية، وهي إدارة الدولة لمراقبة الصرف. ابتداءً من منتصف الثمانينيات، فرضت الحكومة عقوبات على أسواق الصرف الأجنبي، المعروفة باسم مراكز المقايضة، في نهاية المطاف في معظم المدن الكبرى.
كما سمحت الحكومة تدريجيًا لقوة السوق بأخذ الدور المهيمن من خلال إدخال «معدل تسوية داخلي» من 2.8 يوان إلى دولار أمريكي واحد والذي كان بمثابة تخفيض لقيمة العملة بنسبة 100٪ تقريبًا.

### تطور سياسة الصرف منذ 1994
في نوفمبر 1993، وافقت الجلسة الكاملة الثالثة للجنة المركزية الرابعة عشرة للحزب الشيوعي الصيني على إستراتيجية إصلاح شاملة تم فيها تسليط الضوء على إصلاحات إدارة النقد الأجنبي كعنصر رئيسي للاقتصاد الموجه نحو السوق. كان يُنظر إلى نظام سعر الصرف العائم وقابلية تحويل الرنمينبي على أنهما الهدف النهائي للإصلاح. تم تحقيق قابلية التحويل المشروط في ظل الحساب الجاري من خلال السماح للشركات بالتنازل عن أرباحها من العملات الأجنبية من معاملات الحساب الجاري وشراء العملات الأجنبية حسب الحاجة. كما تم تخفيف القيود المفروضة على الاستثمار الأجنبي المباشر وزادت تدفقات رأس المال إلى الصين.

### القابلية للتحويل
خلال عصر الاقتصاد الموجه، تم ضبط قيمة الرنمينبي على قيم غير واقعية مقابل العملة الغربية وتم وضع قواعد صارمة لتبادل العملات. مع افتتاح الاقتصاد الصيني في عام 1978، تم إنشاء نظام عملة مزدوج المسار، مع استخدام الرنمينبي محليًا فقط، ومع إجبار الزوار الأجانب إلى الصين على استخدام شهادات الصرف الأجنبي. أدت المستويات غير الواقعية التي تم بها ربط أسعار الصرف إلى سوق سوداء قوية في معاملات العملات.
في أواخر الثمانينيات وأوائل التسعينيات، عملت الصين على جعل الرنمينبي أكثر قابلية للتحويل. ومن خلال استخدام مراكز المقايضة، وصل سعر الصرف إلى مستويات واقعية وألغي نظام العملة ذي المسار المزدوج.
اعتبارًا من عام 2013، أصبح الرنمينبي قابلاً للتحويل في الحسابات الجارية وليس حسابات رأس المال. كان الهدف النهائي جعل الرنمينبي قابلاً للتحويل بالكامل. ومع ذلك، جزئيًا استجابةً للأزمة المالية الآسيوية في عام 1998، كانت الصين تشعر بالقلق من أن النظام المالي الصيني لن يكون قادرًا على التعامل مع التحركات السريعة المحتملة عبر الحدود للأموال الساخنة، ونتيجة لذلك، اعتبارًا من عام 2012، العملة يتداول ضمن نطاق ضيق تحدده الحكومة المركزية الصينية.
بعد تدويل الرنمينبي، في 30 نوفمبر 2015، صوت صندوق النقد الدولي لتعيين الرنمينبي كواحدة من عدة عملات عالمية رئيسية، وبالتالي إدراجه في سلة حقوق السحب الخاصة. أصبح الرنمينبي أول عملة سوق ناشئة يتم تضمينها في سلة حقوق السحب الخاصة لصندوق النقد الدولي في 1 أكتوبر 2016. العملات الرئيسية الأخرى في العالم هي الدولار الأمريكي واليورو والجنيه الإسترليني والين الياباني.

### الرنمينبي الرقمي
في أكتوبر 2019، أعلن البنك المركزي الصيني، PBOC ، أنه سيتم إصدار الرنمينبي الرقمي بعد سنوات من الإعداد. هذا الإصدار من العملة، والذي يُطلق عليه أيضًا الدفع الإلكتروني للعملة الرقمية (DCEP)،  يمكن «فصله» عن النظام المصرفي لمنح السياح الزائرين لمحة عن المجتمع غير النقدي المزدهر في البلاد. ومع ذلك فهي لا تعتمد على العملة المشفرة. تلقى الإعلان مجموعة متنوعة من الردود: اعتبره البعض محاولة من الحكومة الصينية للتحايل على الدولار الأمريكي في الخدمات المصرفية الدولية وتسوية المدفوعات، وبالتالي تعطيل أو إضعاف قدرة أمريكا على الاستفادة من الدولار كعملة عالمية لمتابعة مصالحها الجيوسياسية الأوسع. ،  بينما يعتقد آخرون أن الأمر يتعلق أكثر بالرقابة المحلية والمراقبة. يجادل البعض بأن العوائق الحقيقية أمام تدويل الرنمينبي هي ضوابط الصين على رأس المال، والتي ليس لديها خطط لإزالتها. قال ماكسيميليان كارنفيلت، الخبير في معهد مركاتور لدراسات الصين، إن الرنمينبي الرقمي «لن يقضي على العديد من المشاكل التي تعوق استخدام الرنمينبي على الصعيد العالمي». ومضى يقول، «الكثير من الأسواق المالية الصينية لا تزال غير مفتوحة للأجانب وحقوق الملكية لا تزال هشة».
قدم بنك الشعب الصيني (PBOC) أكثر من 80 براءة اختراع تتعلق بتكامل نظام العملة الرقمية، واختار تبني تقنية سلسلة الكتل (بالإنجليزية: blockchain) تكشف براءات الاختراع مدى خطط العملة الرقمية الصينية. تشمل براءات الاختراع، التي شاهدتها فاينانشال تايمز وتحققت منها، مقترحات تتعلق بإصدار وتوريد عملة رقمية للبنك المركزي، ونظام للتسويات بين البنوك التي تستخدم العملة، ودمج محافظ العملات الرقمية في حسابات التجزئة المصرفية الحالية. تشير العديد من براءات الاختراع البالغ عددها 84 التي استعرضتها فاينانشال تايمز إلى أن الصين قد تخطط لتعديل خوارزميات العرض للعملة الرقمية للبنك المركزي بناءً على محفزات معينة، مثل أسعار الفائدة على القروض. تركز براءات الاختراع الأخرى على بناء بطاقات رقمية للعملة أو محافظ العملات الرقمية التي يمكن أن يستخدمها المستهلكون المصرفيون، والتي يمكن ربطها مباشرة بحساباتهم المصرفية. تشير إيداعات براءات الاختراع أيضًا إلى «الرموز المميزة» المقترحة التي تنظر فيها مجموعة العمل الدفع الإلكتروني للعملة الرقمية. تظهر بعض براءات الاختراع خططًا نحو آليات مبرمجة للتحكم في التضخم. في حين أن غالبية براءات الاختراع تُنسب إلى معهد أبحاث العملات الرقمية التابع لبنك الشعب الصيني، فإن بعضها يُنسب إلى الشركات المملوكة للدولة أو الشركات التابعة للحكومة المركزية الصينية.
كشفت غرفة التجارة الرقمية (مجموعة أمريكية غير هادفة للربح) عن محتوياتها، حيث سلطت الضوء على جهود بكين المتزايدة لرقمنة الرنمينبي، الأمر الذي أثار القلق في الغرب ودفع محافظي البنوك المركزية في جميع أنحاء العالم إلى البدء في استكشاف مشاريع مماثلة. قال بعض المعلقين إن الولايات المتحدة، التي ليس لديها خطط حالية لإصدار عملة رقمية مدعومة من الحكومة، تخاطر بالتخلف عن الصين وتخاطر بهيمنتها في النظام المالي العالمي. قال فيكتور شيه، الخبير في الشؤون الصينية والأستاذ بجامعة كاليفورنيا في سان دييغو، إن مجرد إدخال العملة الرقمية «لا يحل المشكلة المتمثلة في أن بعض الأشخاص الذين يمتلكون الرنمينبي في الخارج سيرغبون في بيع الرنمينبي واستبداله بالدولار»، حيث يعتبر الدولار من الأصول الأكثر أمانًا. قال إسوار براساد، أستاذ الاقتصاد في جامعة كورنيل، إن الرنمينبي الرقمي «لن يحد من مكانة الدولار كعملة احتياطية عالمية مهيمنة» بسبب «الهيمنة الاقتصادية للولايات المتحدة، وأسواق رأس المال العميقة والسائلة، وما زال - إطار مؤسسي قوي». تزيد حصة الدولار كعملة احتياطية عن 60٪ ، بينما تبلغ حصة الرينمينبي حوالي 2٪.
في أبريل 2020، ذكرت صحيفة الغارديان أن العملة الرقمية e-RMB قد تم تبنيها في الأنظمة النقدية لمدن متعددة وأن "بعض موظفي الحكومة والموظفين العموميين [سيحصلون] على رواتبهم بالعملة الرقمية اعتبارًا من مايو. ونقلت صحيفة الغارديان عن تقرير لصحيفة تشاينا ديلي جاء فيه أن "العملة الرقمية السيادية توفر بديلاً وظيفيًا لنظام التسوية بالدولار وتحد من تأثير أي عقوبات أو تهديدات بالاستبعاد على مستوى الدولة والشركة. . . وقد يسهل أيضًا الاندماج في أسواق العملات المتداولة عالميًا مع تقليل مخاطر الاضطراب المستوحى من السياسة. "  هناك محادثات حول اختبار الرنمينبي الرقمي في دورة الألعاب الأولمبية الشتوية في بكين القادمة في عام 2022، لكن الجدول الزمني العام للصين لطرح العملة الرقمية غير واضح.

## الإصدار
اعتبارًا من عام 2019، تتوفر الأوراق النقدية للرنمينبي بفئات من ¥ 0.1 و 0.5 (1 و 5 جياو) و 1 و ¥ 5 و 10 و 20 و 50 و 100. كانت هذه الفئات متاحة منذ عام 1955، باستثناء الأوراق النقدية 20 و 50 و 100 يوان (تمت إضافتها في عام 1999). العملات المعدنية متوفرة في فئات من 1 فن إلى 1 يوان (¥ 0.01-1). وبالتالي توجد بعض الطوائف في كل من العملات المعدنية والأوراق النقدية. في حالات نادرة، تم إصدار فئات أكبر من العملات المعدنية باليوان مثل ¥ 5 للاحتفال بالأحداث، لكن استخدام هذه العملات خارج نطاق التجميع لم يكن منتشرًا على الإطلاق.
تتم طباعة فئة كل ورقة نقدية باللغة الصينية المبسطة المكتوبة. الأرقام نفسها مطبوعة بأحرف رقمية صينية [low  ، بالإضافة إلى أرقام عربية. وطُبِعَت التسمية والكلمات «بنك الصين الشعبي» أيضًا باللغات المنغولية والتبتية والأويغورية والقومية على ظهر كل ورقة نقدية، بالإضافة إلى الخط الغامق هانيو بينين. يحتوي الجزء الأمامي الأيمن من الملاحظة على تمثيل ملموس للطائفة المكتوبة بطريقة برايل الصينية بدءًا من السلسلة الرابعة. انظر القسم المقابل للحصول على معلومات مفصلة.
أصبحت فئتي الفين والجياو غير ضرورية بشكل متزايد مع ارتفاع الأسعار. نادرًا ما يتم استخدام العملات التي تقل عن 0.1. يميل تجار التجزئة الصينيون إلى تجنب القيم العشرية (مثل 9.99)، ويختارون بدلاً من ذلك القيم الصحيحة لليوان (مثل ¥ 9 أو ¥ 10).

### عملات معدنية
في عام 1953، بدأ تداول عملات الألومنيوم 1 و 2 و 5 فين للتداول، وتم تقديمها لأول مرة في عام 1955. وهي تصور الشعار الوطني على الوجه (الأمامي) والاسم والمذهب مؤطران بسيقان القمح على الظهر (الخلف).
في عام 1980، تمت إضافة العملات المعدنية النحاسية 1 و 2 و 5 جياو والنيكل النحاسي 1 يوان، على الرغم من أن جياو 1 و 2 تم إنتاجهما فقط حتى عام 1981، مع إصدار آخر 5 جياو ويوان واحد في عام 1985. تصور جميع عملات جياو تصميمات مشابهة لعملات الفن المعدنية بينما رسم اليوان سور الصين العظيم.
في عام 1991، تم تقديم عملة جديدة، تتكون من الألومنيوم 1 جياو والنحاس 5 جياو والنيكل الصلب المكسو 1 يوان. كانت هذه أصغر من عملات جياو ويوان المعدنية السابقة وتم تصوير أزهار على الوجه والشعار الوطني على ظهرها.
توقف إصدار عملات الألمنيوم فئة 1 و 2 فين في عام 1991، وتوقف إصدار العملات المعدنية فئة 5 فين في عام 1994. كانت العملات المعدنية الصغيرة لا تزال تُصنع لمجموعات النعناع السنوية غير المتداولة بكميات محدودة، ومنذ بداية عام 2005، حصلت عملة 1-الفين على إيجار جديد للحياة من خلال إصدارها مرة أخرى كل عام منذ ذلك الحين وحتى الوقت الحاضر.
تم تقديم تصميمات جديدة لـ 1 جياو و 5 جياو (الآن فولاذ مطلي بالنحاس) و 1 يوان (فولاذ مطلي بالنيكل) في الفترة بين 1999 و 2002. تم تقليل حجم 1 جياو بشكل كبير، وفي عام 2005 تم تغيير تركيبته من الألمنيوم إلى الفولاذ المطلي بالنيكل أكثر متانة.
تم الإعلان عن نسخة محدثة من العملات المعدنية 1 جياو و 5 جياو و 1 يوان في عام 2019. في حين أن التصميم العام لم يتغير عن إصدار 1999، فإن جميع العملات المعدنية بما في ذلك 5 جياو أصبحت الآن من الفولاذ المطلي بالنيكل، وتم تقليل حجم العملة فئة 1 يوان.
يختلف تواتر استخدام العملات المعدنية بين أجزاء مختلفة من الصين، وعادة ما تكون العملات المعدنية أكثر شيوعًا في المناطق الحضرية، وتكون الأوراق النقدية الصغيرة أكثر شيوعًا في المناطق الريفية. لا تزال عملات الفن الأقدم والعملات الكبيرة من جياو متداولة بشكل غير مألوف، لكنها لا تزال سارية في المقابل.

### الأوراق النقدية
اعتبارًا من عام 2020، كانت هناك خمس سلاسل من الأوراق النقدية للرنمينبي الصادرة عن جمهورية الصين الشعبية:
- تم إصدار أول سلسلة من الأوراق النقدية للرنمينبي في 1 ديسمبر 1948، من قبل بنك الشعب الصيني الذي تم تأسيسه حديثًا. وقدمت أوراق نقدية من فئات 1 و 5 و 10 و 20 و 50 و 100 و 1000 يوان. تبعت الأوراق النقدية 200 و 500 و 5000 و 10000 يوان في عام 1949، مع إضافة 50000 يوان من الأوراق النقدية في عام 1950. تم إصدار ما مجموعه 62 تصميمًا مختلفًا. تم سحب الأوراق النقدية رسميًا في تواريخ مختلفة بين 1 أبريل و 10 مايو 1955. أطلق اسم «السلسلة الأولى» بأثر رجعي في عام 1950، بعد أن بدأ العمل في تصميم سلسلة جديدة.[16]

طُبعت أوراق الرنمينبي الأولى هذه بالكلمات «بنك الصين الشعبي»، و «جمهورية الصين»، والفئة ، كتبها دونغ بيوو بالأحرف الصينية.
- تم تقديم السلسلة الثانية من الأوراق النقدية للرنمينبي في 1 مارس 1955 (ولكن بتاريخ 1953). تحتوي كل ورقة على ظهرها عبارة «بنك الصين الشعبي» بالإضافة إلى المذهب باللغات الأويغورية والتبتية والمنغولية والتشوانغ، والتي ظهرت منذ ذلك الحين في كل سلسلة من أوراق الرنمينبي. كانت الفئات المتاحة في الأوراق النقدية هي 0.01 و 0.02 و 0.05 و 0.1 و 0.2 و 0.5 و ¥ 1 و 2 و ¥ 3 و ¥ 5 و 10. وباستثناء فئات الفين الثلاثة واليوان الثلاثة التي تم سحبها، استمر تداول العملات الورقية من هذه الفئات. اكتسبت الأمثلة الجيدة لهذه السلسلة مكانة عالية مع جامعي الأوراق النقدية.
- تم تقديم السلسلة الثالثة من الأوراق النقدية للرنمينبي في 15 أبريل 1962، على الرغم من أن العديد من الطوائف تم تأريخها في عام 1960. سيتم إصدار تواريخ جديدة حيث يتم استنفاد مخزون التمور القديمة تدريجياً. تم تغيير أحجام وتصميم الملاحظات ولكن ليس ترتيب الألوان لكل فئة. خلال العقدين التاليين، تم استخدام الأوراق النقدية من السلسلة الثانية والثالثة بشكل متزامن. كانت الفئات ¥ 0.1 و ¥ 0.2 و 0.5 و 1 و ¥ 2 و ¥ 5 و 10. تم التخلص التدريجي من السلسلة الثالثة خلال التسعينيات ثم تم استدعاؤها بالكامل في 1 يوليو 2000.
- تم تقديم السلسلة الرابعة من الأوراق النقدية للرنمينبي بين عامي 1987 و 1997، على الرغم من أن الأوراق النقدية كانت مؤرخة 1980 أو 1990 أو 1996. تم سحبها من التداول في 1 مايو 2019. تتوفر الأوراق النقدية بفئات ¥ 0.1 و 0.2 و 0.5 و ¥ 1 و 2 و ¥ 5 و ¥ 10 و 50 و 100. مثل الإصدارات السابقة، ظل تعيين اللون للفئات الموجودة بالفعل ساري المفعول.
- تم تقديم السلسلة الخامسة من الأوراق النقدية والعملات المعدنية للرنمينبي تدريجياً منذ طرحها في عام 1999. تحمل هذه السلسلة أيضًا سنوات الإصدار 2005 (جميعها باستثناء 1) و 2015 (100 فقط) و 2019 (1 و 10 و 20 و 50). اعتبارًا من عام 2019، تم تضمين الأوراق النقدية لـ 1 و 5 و 10 و 20 و 50 و 100. بشكل ملحوظ، تستخدم السلسلة الخامسة صورة رئيس الحزب الشيوعي الصيني ماو تسي تونغ على جميع الأوراق النقدية، بدلاً من مختلف القادة والعمال وممثلي الجماعات العرقية في الصين التي ظهرت سابقًا. خلال هذه السلسلة، تمت إضافة ميزات أمان جديدة، وتم إيقاف الفئة ¥ 2، وتم تغيير نمط اللون لكل ملاحظة وتم تقديم فئة جديدة 20 لهذه السلسلة. تم إصدار سلسلة منقحة من العملات المعدنية بقيمة 0.1 و 0.5 و 1 وأوراق ورقية بقيمة 1 و 10 و 20 و 50 للتداول العام في 30 أغسطس 2019. سيتم إصدار الأوراق النقدية 5 من السلسلة الخامسة بتقنية طباعة جديدة في محاولة للحد من تزييف العملة الصينية، وسيتم إصدارها للتداول في نوفمبر 2020.

### الإصدارات التذكارية لعملة الرنمينبي
في عام 1999، تم إصدار مذكرة تذكارية باللون الأحمر 50 تكريما للذكرى الخمسين لتأسيس جمهورية الصين الشعبية. تظهر هذه المذكرة رئيس الحزب الشيوعي الصيني ماو تسي تونغ على المقدمة وحيوانات مختلفة على ظهرها.
تم إصدار مذكرة بوليمر برتقالية، وحتى الآن، مذكرة البوليمر الوحيدة في الصين، احتفالًا بالألفية الجديدة في عام 2000 بقيمة اسمية تبلغ 100 ين. يتميز هذا بوجود تنين على الوجه والعكس يتميز بنصب الألفية الصيني (في مركز المعارض الثقافية والعلمية).
بالنسبة لأولمبياد بكين 2008 ، تم إصدار ملاحظة خضراء 10 تظهر ملعب عش الطائر في المقدمة مع ظهره يظهر قاذف القرص الأولمبي الكلاسيكي والعديد من الرياضيين الآخرين.
في 26 تشرين الثاني (نوفمبر) 2015، أصدر بنك الصين الشعبي مذكرة تذكارية من فئة 100 ين أزرق للاحتفال بعلوم وتكنولوجيا الفضاء.
بمناسبة الذكرى السبعين لإصدار الرنمينبي، أصدر بنك الشعب الصيني 120 مليون ين 50 ورقة ورقية بتاريخ 28 ديسمبر 2018.
احتفالًا بدورة الألعاب الأولمبية الشتوية لعام 2022 ، أصدر بنك الصين الشعبي عملة ورقية تذكارية بقيمة 20 ينًا من الورق والبوليمر في ديسمبر 2021.

### استخدامها في مناطق الأقليات العرقية في الصين

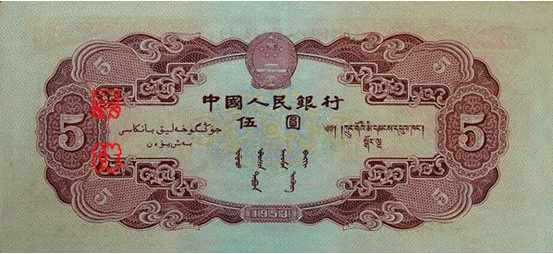
تحتوي السلسلة الثانية من الرنمينبي على النص الأكثر قراءة بلغات الأقليات، ولكن لم يكن بها نص تشوانغ. حتى أن إصداره من 0.1-0.5 سلط الضوء على النص المنغولي.

"بنك الصين الشعبي عشرة يوان" مكتوب بخمس لغات مختلفة في السلسلة الخامسة من الرنمينبي. من أعلى إلى أسفل ومن اليسار إلى اليمين: لغة الماندرين بينيين والمنغولية والتبتية والأويغورية.

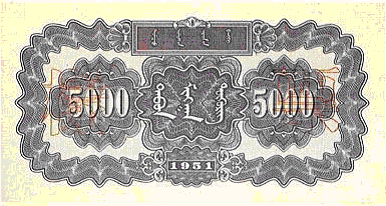
إصدار خاص مصمم لمنغوليا الداخلية في السلسلة الأولى من الرنمينبي.

اليوان الرينمينبي له أسماء مختلفة عند استخدامه في مناطق الأقليات العرقية في الصين.
عند استخدامه في منغوليا الداخلية وغيرها من مناطق الحكم الذاتي المنغولية، يُطلق على اليوان اسم توغريغ ((بالمنغولية: ᠲᠦᠭᠦᠷᠢᠭ᠌, төгрөг)‏.
عند استخدامها في جمهورية منغوليا، فإنها لا تزال تسمى اليواني (بالمنغولية: юань) لتمييزها عن مصطلح توغروجغ المنغولي (بالمنغولية: төгрөг). تنقسم الصينية توغريغ (بالصينية: tugreg) إلى 100 مونجو (بالمنغولية: ᠮᠥ н ᠩᠭᠦ، ө) بالصينية يُسمى جياو «10 مونجو». في اللغة المنغولية، يُطلق على الرنمينبي اسم أرادين جوكوس أو أراديون جوكوس (بالمنغولية: ᠠᠷᠠᠳᠤᠨ ᠵᠣᠭᠣᠰ، ардын зоос aγrad-un) зоос.
عند استخدامه في التبت وغيرها من مناطق الحكم الذاتي التبتي، يُطلق على اليوان اسم غور (بالتبتية: སྒོར་، ZYPY: Gor). ينقسم الغور الواحد إلى 10 غورسور (بالتبتية: སྒོར་ ཟུར་ garsur أو ZYP 100YP: སྐར་ ، ZYPY: gar) في التبت، يُطلق على الرنمينبي اسم ميمانغكسوغنغو (بالتبتية: མི་ དམངས་ ཤོག་ དོག་ དངག་ དངག་ དངག་ དངུ hog ü hog، Mimang.
عند استخدامه في منطقة الحكم الذاتي للأويغور في شينجيانغ، يُطلق على الرنمينبي اسم زيلق بولي (الأويغورية: خەلق پۇلى).

### الإنتاج والسك
يتم تنفيذ إنتاج عملة الرنمينبي من قبل شركة مملوكة للدولة، وهي شركة شركة الصين لطباعة الأوراق النقدية وسكها (بالصينية: اختصار "CBPMC"؛中国印钞造币总公司) ومقرها في بكين. تستخدم شركة الصين لطباعة الأوراق النقدية وسكها عدة الطباعة والحفر وسك المرافق في جميع أنحاء البلاد لإنتاج الأوراق النقدية والنقود المعدنية لتوزيعها لاحقا. تقع مرافق طباعة الأوراق النقدية في بكين وشانغهاي وتشنغدو وشيان وشيجياتشوانغ ونانتشانغ. توجد النعناع في نانجينغ وشانغهاي وشنيانغ. أيضًا، يتم إنتاج ورق عالي الجودة للأوراق النقدية في منشأتين في باودينغ وكونشان. منشأة باودينغ هي أكبر منشأة في العالم مخصصة لتطوير مواد الأوراق النقدية وفقًا لموقعها على الإنترنت. بالإضافة إلى ذلك، لدى بنك الصين الشعبي قسم أبحاث تكنولوجيا الطباعة الخاص به والذي يبحث عن تقنيات جديدة لإنشاء الأوراق النقدية وجعل التزوير أكثر صعوبة.

### مقترح التصميم المستقبلي
في 13 مارس 2006، اقترح بعض المندوبين إلى هيئة استشارية في المؤتمر الوطني لنواب الشعب إدراج صن يات صن ودنغ شياو بينغ على الأوراق النقدية للرنمينبي. ومع ذلك، لم يتم اعتماد الاقتراح.

## اقتصاديات

### قيمة
بالنسبة لمعظم تاريخه المبكر، كان الرنمينبي مربوطًا بالدولار الأمريكي عند 2.46 ين لكل دولار أمريكي. خلال السبعينيات، تمت إعادة تقييمه حتى وصل 1.50 لكل دولار أمريكي في عام 1980. عندما انفتح الاقتصاد الصيني تدريجياً في الثمانينيات، تم تخفيض قيمة اليوان من أجل تحسين القدرة التنافسية للصادرات الصينية. وهكذا، ارتفع سعر الصرف الرسمي من 1.50 ين في عام 1980 إلى 8.62 ين بحلول عام 1994 (أدنى سعر مسجل). أدى تحسين رصيد الحساب الجاري خلال النصف الأخير من التسعينيات إلى تمكين الحكومة الصينية من الحفاظ على ربط العملة البالغ 8.27 ين ياباني لكل دولار أمريكي من عام 1997 إلى عام 2005.

1 دولار أمريكي إلى يوان صيني ، منذ عام 1981

وصل اليوان الصيني إلى أعلى قيمة صرف قياسية عند 6.0395 ين للدولار الأمريكي في 14 يناير 2014. كانت القيادة الصينية ترفع اليوان لترويض التضخم ، وهي خطوة يدفعها المسؤولون الأمريكيون لسنوات لخفض العجز التجاري الهائل مع الصين. إن تعزيز قيمة اليوان يتناسب أيضًا مع التحول الصيني إلى نموذج نمو اقتصادي يقوده المستهلكون.
في عام 2015، قام بنك الصين الشعبي مرة أخرى بتخفيض قيمة عملة بلدهم. اعتبارًا من 1 سبتمبر 2015 ، فإن سعر الصرف لـ 1 دولار أمريكي هو 6.38 ين.

### مفصول من الدولار الأمريكي
في 21 يوليو 2005، تم رفع الربط أخيرًا ، والذي شهد إعادة تقييم فورية لمرة واحدة لليوان إلى 8.11 ين للدولار الأمريكي. بلغ سعر الصرف مقابل اليورو 10.07060 ين لكل يورو.
ومع ذلك ، فقد أعيد ربط العملة بشكل غير رسمي عندما اندلعت الأزمة المالية: «تحت ضغط شديد من واشنطن ، اتخذت الصين خطوات صغيرة للسماح لعملتها بالارتفاع لمدة ثلاث سنوات تبدأ في يوليو 2005. لكن الصين أعادت ربط عملتها بالدولار مع اشتداد الأزمة المالية في يوليو 2008.» 
في 19 يونيو 2010، أصدر بنك الشعب الصيني بيانًا في نفس الوقت باللغتين الصينية والإنجليزية يدعي فيه أنه «سيمضي قدمًا في إصلاح نظام سعر صرف الرنمينبي وزيادة مرونة سعر صرف الرنمينبي». وقد قوبل الخبر بثناء من زعماء العالم بمن فيهم باراك أوباما ونيكولاس ساركوزي وستيفن هاربر. وأكد بنك الشعب الصيني (PBoC) أنه لن يكون هناك «تقلبات كبيرة» في العملة. ارتفع اليوان الصيني إلى أعلى مستوى له في خمس سنوات ، وارتفعت الأسواق في جميع أنحاء العالم يوم الاثنين ، 21 يونيو بعد إعلان الصين.
في أغسطس 2015، أفاد جوزيف أدينولفي ، مراسل مراقبة السوق، أن الصين أعادت ربط عملة الرنمينبي. وروى في مقالته أن «بيانات التجارة الضعيفة من الصين ، والتي صدرت خلال عطلة نهاية الأسبوع ، أثرت على عملتي أستراليا ونيوزيلندا يوم الاثنين. لكن اليوان لم يتزحزح. في الواقع ، ظلت العملة الصينية ، المعروفة أيضًا باسم الرنمينبي ، ثابتة بشكل ملحوظ خلال الشهر الماضي على الرغم من عمليات البيع الهائلة في سوق الأسهم الصينية وسلسلة البيانات الاقتصادية المخيبة للآمال. قال استراتيجيي السوق ، بمن فيهم سيمون ديريك ، كبير استراتيجيي العملات في بي إن واي ميلون ، ومارك تشاندلر ، كبير محللي العملات في براون براذرز هاريمان ، إن ذلك يرجع إلى أن صانعي السياسة في الصين أعادوا ربط اليوان بشكل فعال.» عندما أنظر إلى الدولار-الرينمينبي الآن ، يبدو هذا سعر صرف ثابتًا مرة أخرى. قال تشاندلر «لقد أعادوا ربطها».

### تعويم المدارة
لقد انتقل اليوان الصيني الآن إلى سعر صرف عائم مُدار بناءً على العرض والطلب في السوق بالرجوع إلى سلة من العملات الأجنبية. في يوليو 2005، تم السماح لسعر التداول اليومي للدولار الأمريكي مقابل الرنمينبي في سوق الصرف الأجنبي بين البنوك بالتعويم ضمن نطاق ضيق بنسبة 0.3٪ حول التعادل المركزي  نشره بنك الشعب الصيني؛ في إعلان لاحق نُشر في 18 مايو 2007، تم تمديد النطاق إلى 0.5٪. في 14 أبريل 2012، تم تمديد النطاق إلى 1.0٪. في 17 مارس 2014، تم تمديد النطاق إلى 2 ٪. صرحت الصين أن الدولار الأمريكي واليورو والين الياباني والوون الكوري الجنوبي يهيمن على السلة ، مع نسبة أقل تتكون من الجنيه البريطاني، البات التايلندي، الروبل الروسي، الدولار الأسترالي، الدولار الكندي والدولار السنغافوري.
في 10 أبريل 2008، تم تداولها بسعر 6.9920 ين ياباني لكل دولار أمريكي ، وهي المرة الأولى منذ أكثر من عقد التي يشتري فيها الدولار أقل من سبعة يوانات ،  وبسعر 11.03630 يوان لكل يورو.
اعتبارًا من يناير 2010، كان للمواطنين الصينيين وغير الصينيين حد صرف سنوي بحد أقصى 50,000 دولار أمريكي. لن تتم متابعة صرف العملات إلا إذا ظهر مقدم الطلب شخصيًا في البنك المعني وقدم جواز سفره أو بطاقة الهوية الصينية. معاملات صرف العملات مسجلة مركزيا. الحد الأقصى للسحب بالدولار هو 10000 دولار في اليوم ، والحد الأقصى للشراء هو 500 دولار في اليوم. تؤدي هذه الإدارة الصارمة للعملة إلى طلب معبأ في زجاجات للتبادل في كلا الاتجاهين. يُنظر إليه على أنه أداة رئيسية للحفاظ على ربط العملة ، ومنع تدفقات «الأموال الساخنة».
أدى تحول الاحتياطيات الصينية إلى عملات شركائها التجاريين الآخرين إلى تحويل هذه الدول لمزيد من احتياطياتها إلى الدولار ، مما أدى إلى عدم حدوث تغيير كبير في قيمة الرنمينبي مقابل الدولار.

### سوق العقود الآجلة
يتم تداول العقود الآجلة للرنمينبي في بورصة شيكاغو التجارية. تتم تسوية العقود الآجلة نقدًا بسعر الصرف المعلن من قبل بنك الصين الشعبي.

### تعادل القوة الشرائية
تشير الدراسات العلمية إلى أن اليوان مقوم بأقل من قيمته على أساس تحليل تعادل القوة الشرائية. تشير دراسة واحدة عام 2011 إلى انخفاض بنسبة 37.5 ٪.
- قدر البنك الدولي أنه ، من خلال تعادل القوة الشرائية ، كان الدولار الدولي الواحد يعادل 1.9 ين تقريبًا في عام 2004.[58]
- قدر صندوق النقد الدولي أنه ، من خلال تعادل القوة الشرائية ، كان الدولار الدولي الواحد يعادل حوالي 3.462 ين في عام 2006، و 3.621 ين في عام 2007، و 3.798 ين ياباني في عام 2008، و 3.872 ين في عام 2009، و 3.922 ين ياباني في عام 2010، و 3.946 ينًا في عام 2011، ¥ 3.952 في عام 2012، و 3.944 في عام 2013 و 3.937 في عام 2014.[59]

خفض بنك الصين الشعبي سعر الإصلاح اليومي للرنمينبي مقابل الدولار الأمريكي بنسبة 1.9 في المائة إلى 6.2298 ين في 11 أغسطس 2015. خفض بنك الصين الشعبي مرة أخرى سعر الإصلاح اليومي للرنمينبي مقابل الدولار الأمريكي من 6.620 ين إلى 6.6375 ين بعد خروج بريطانيا من الاتحاد الأوروبي في 27 يونيو 2016. لم يكن هذا المستوى المنخفض منذ ديسمبر 2010.

### تدويل
قبل عام 2009، كان الرنمينبي الصيني محدودًا أو معدومًا في الأسواق الدولية بسبب الضوابط الحكومية الصارمة من قبل الحكومة الصينية المركزية التي حظرت تقريبًا تصدير العملة ، أو استخدامها في المعاملات الدولية. كانت المعاملات بين الشركات الصينية والكيان الأجنبي مقومة بشكل عام بالدولار الأمريكي. مع عدم قدرة الشركات الصينية على الاحتفاظ بالدولار الأمريكي وعدم قدرة الشركات الأجنبية على الاحتفاظ باليوان الصيني ، ستتم جميع المعاملات من خلال بنك الشعب الصيني. بمجرد أن يدفع الطرف الأجنبي المبلغ بالدولار ، سيمرر البنك المركزي التسوية بالرنمينبي إلى الشركة الصينية بسعر الصرف الذي تسيطر عليه الدولة.

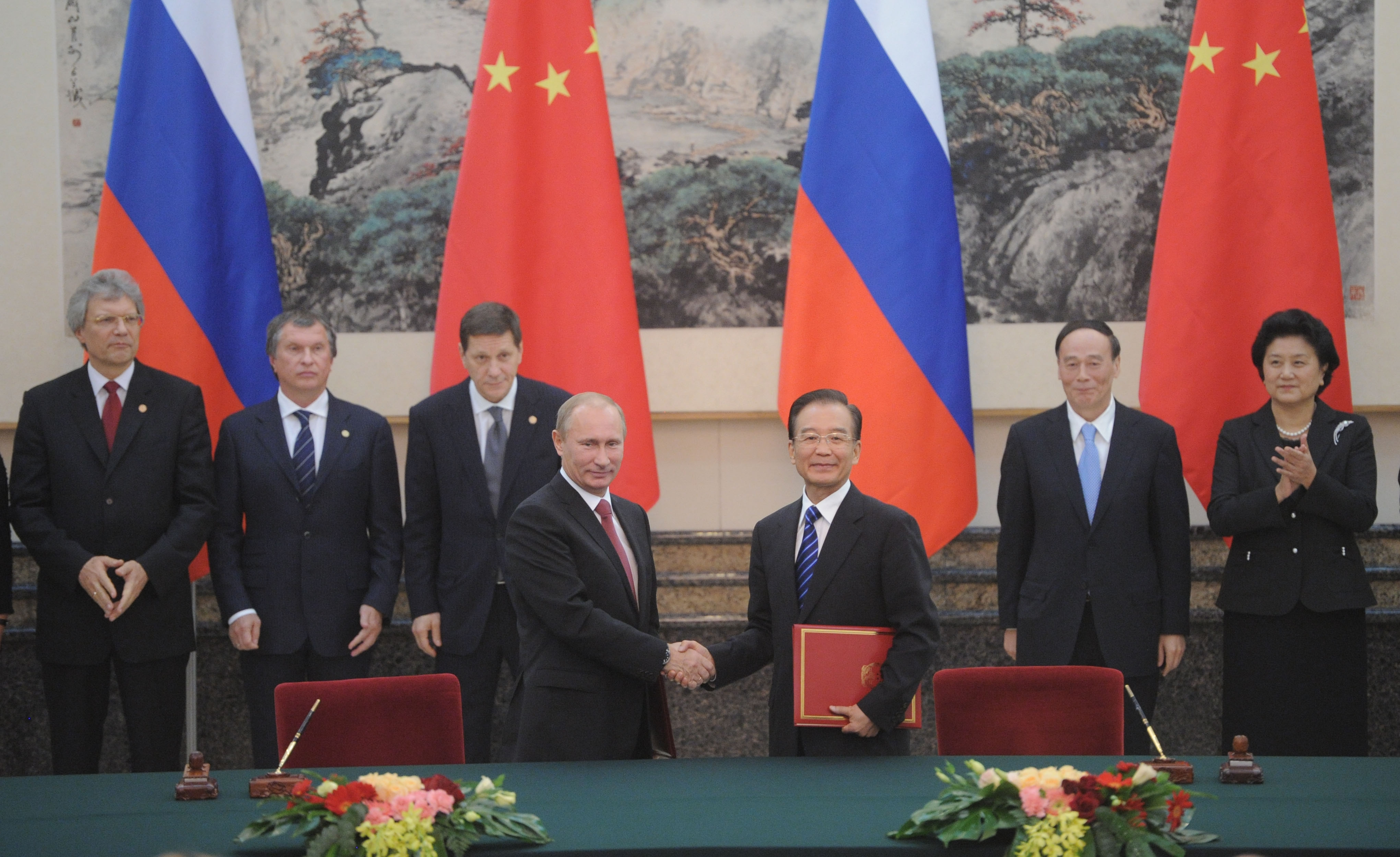

في يونيو 2009، أعلن المسؤولون الصينيون عن مخطط تجريبي حيث تم السماح بالمعاملات التجارية والتجارية بين الشركات المحدودة في مقاطعة جوانجدونج وشنغهاي، والأطراف المقابلة فقط في هونج كونج، وماكاو، ودول محددة من الآسيان. وإثباتًا للنجاح ،  تم توسيع البرنامج ليشمل 20 مقاطعة صينية ونظيرًا دوليًا في يوليو 2010، وفي سبتمبر 2011 تم الإعلان عن تضمين المقاطعات الصينية الـ 11 المتبقية.
في الخطوات التي تهدف إلى جعل الرنمينبي عملة احتياطي دولية ، أبرمت الصين اتفاقيات مع روسيا وفيتنام وسريلانكا وتايلاند واليابان، مما يسمح بتسوية التجارة مع هذه البلدان مباشرة بالرنمينبي بدلاً من طلب التحويل إلى الدولار الأمريكي ، مع أستراليا وجنوب إفريقيا للمتابعة قريبًا.

### عملة الاحتياطي الدولي
تم تحرير قيود العملة المتعلقة بالودائع المصرفية المقومة بالرنمينبي والمنتجات المالية إلى حد كبير في يوليو 2010. في عام 2010، ورد أن السندات المقومة بالرنمينبي قد تم شراؤها من قبل البنك المركزي الماليزي  وأن ماكدونالدز أصدرت سندات شركات مقومة بالرنمينبي من خلال بنك ستاندرد تشارترد في هونج كونج. يسمح هذا التحرير لليوان بأن يبدو أكثر جاذبية حيث يمكن الاحتفاظ به مع عائد أعلى على عوائد الاستثمار ، بينما لم يكن هذا العائد في السابق بلا شيء تقريبًا. ومع ذلك ، فقد أعربت بعض البنوك الوطنية مثل البنك المركزي التايلاندي (BOT) عن قلقها الشديد بشأن الرنمينبي نظرًا لأن البنك المركزي التايلاندي لا يمكن أن تحل محل الدولار الأمريكي المستهلكة في قيمته 200 دولار أمريكي مليار من احتياطي النقد الأجنبي للرنمينبي بقدر ما تشاء للأسباب التالية:
1. لم تتحمل الحكومة الصينية المسؤوليات والالتزامات الكاملة في الشؤون الاقتصادية على المستويات العالمية.
2. لم يتم تصفية الرنمينبي بشكل جيد (قابلة للتحويل بالكامل) حتى الآن.
3. لا تزال الحكومة الصينية تفتقر إلى رؤية عميقة وواسعة حول كيفية القيام بجمع الأموال للتعامل مع القروض الدولية على المستويات العالمية.[70]

لتلبية متطلبات صندوق النقد الدولي ، تخلت الصين عن بعض سيطرتها المشددة على العملة.
بدأت البلدان التي تميل إلى اليسار في الطيف السياسي بالفعل في استخدام الرنمينبي كعملة احتياطية بديلة لدولار الولايات المتحدة ؛ أفاد البنك المركزي التشيلي في عام 2011 أن لديه 91 دولارًا أمريكيًا مليون رينمينبي كاحتياطيات ، وأدلى رئيس البنك المركزي الفنزويلي، نيلسون مرينتس ، بتصريحات لصالح الرنمينبي بعد الإعلان عن سحب الاحتياطي من أوروبا والولايات المتحدة.
في إفريقيا ، تحتفظ البنوك المركزية في غانا ونيجيريا وجنوب إفريقيا بالرنمينبي كعملة احتياطية أو اتخذت خطوات لشراء سندات مقومة بالرنمينبي. قال «تقرير تدويل الرنمينبي في عام 2020»، الذي أصدره بنك الشعب الصيني في أغسطس 2020، إن وظيفة الرنمينبي كعملة احتياطية دولية قد ظهرت تدريجياً. في الربع الأول من عام 2020، ارتفعت حصة اليوان في احتياطيات النقد الأجنبي العالمية إلى 2.02٪ ، وهو رقم قياسي. اعتبارًا من نهاية عام 2019، أنشأ بنك الصين الشعبي بنوك مقاصة لليوان الصيني في 25 دولة ومنطقة خارج البر الرئيسي للصين ، مما جعل استخدام اليوان الصيني أكثر أمانًا وانخفضت تكاليف المعاملات.

### استخدم كعملة خارج الصين القارية
المنطقتان الإداريتان الخاصتان، هونغ كونغ وماكاو، لهما عملتان خاصتان بهما ، وفقًا لمبدأ " دولة واحدة ونظامان " والقوانين الأساسية في المنطقتين. لذلك ، يظل كل من دولار هونج كونج والباتاكا الماكانية المناقصات القانونية في المنطقتين ، والرنمينبي ، على الرغم من قبوله في بعض الأحيان ، ليس مناقصة قانونية. تسمح البنوك في هونغ كونغ للأشخاص بالاحتفاظ بحسابات بالرنمينبي. بسبب التغييرات في التشريعات في يوليو 2010، العديد من البنوك حول العالم  الآن ببطء للأفراد فرصة الاحتفاظ بدائع بالرنمينبي الصيني.
كان لليوان الصيني وجود في ماكاو حتى قبل عودة عام 1999 إلى جمهورية الصين الشعبية من البرتغال. يمكن للمصارف في ماكاو إصدار بطاقات ائتمان على أساس الرنمينبي وليس القروض. لا يمكن استخدام بطاقات الائتمان القائمة على الرنمينبي في كازينوهات ماكاو.
تعتقد جمهورية الصين ، التي تحكم تايوان، أن الاستخدام الواسع للرنمينبي سيخلق اقتصادًا سريًا ويقوض سيادتها. يُسمح للسياح بإحضار ما يصل إلى 20000 ين عند زيارة تايوان. يجب تحويل الرنمينبي إلى الدولار التايواني الجديد في مواقع الصرف التجريبية في ماتسو وكينمن. أصرت إدارة تشين شوي بيان على أنها لن تسمح بقابلية التحويل الكاملة حتى يوقع البر الرئيسي اتفاقية ثنائية لتسوية الصرف الأجنبي ،  الرغم من أن الرئيس ما ينج جيو، الذي خدم من عام 2008 إلى عام 2016، سعى للسماح بالتحويل الكامل في أقرب وقت المستطاع.
يتم تداول الرنمينبي  في بعض جيران الصين ، مثل باكستان ومنغوليا  وشمال تايلاند. ترحب كمبوديا بالرينمينبي كعملة رسمية وتسمح لاوس وميانمار باستخدامه في المقاطعات الحدودية مثل وا وكوكانغ والمناطق الاقتصادية مثل ماندالاي. على الرغم من أن فيتنام غير رسمية ، إلا أنها تعترف بتبادل الرنمينبي مع ng . في عام 2017 215 تم تداول مليار دولار في إندونيسيا. في عام 2018، تم إبرام اتفاقية ثنائية لمبادلة العملات من قبل بنك إندونيسيا وبنك الصين والتي سهّلت المعاملات التجارية ، وفي عام 2020 كان حوالي 10٪ من التجارة العالمية لإندونيسيا بالرنمينبي. 
منذ عام 2007، تم إصدار السندات المرشحة بالرنمينبي خارج الصين القارية ؛ هذه تسمى بالعامية «السندات ديم سوم». في أبريل 2011، حدث أول طرح عام أولي مقوم بالرنمينبي في هونغ كونغ ، عندما رفع صندوق الاستثمار العقاري الصيني هوى شيان ريت 10.48 مليار دولار (1.6 مليار) في الاكتتاب العام. سمحت بكين للأسواق المالية المقومة بالرنمينبي بالتطور في هونغ كونغ كجزء من الجهود المبذولة لتدويل الرنمينبي. هناك إصدار محدود (أقل من 1٪) لسندات الرنمينبي في إندونيسيا.

### أسواق أخرى

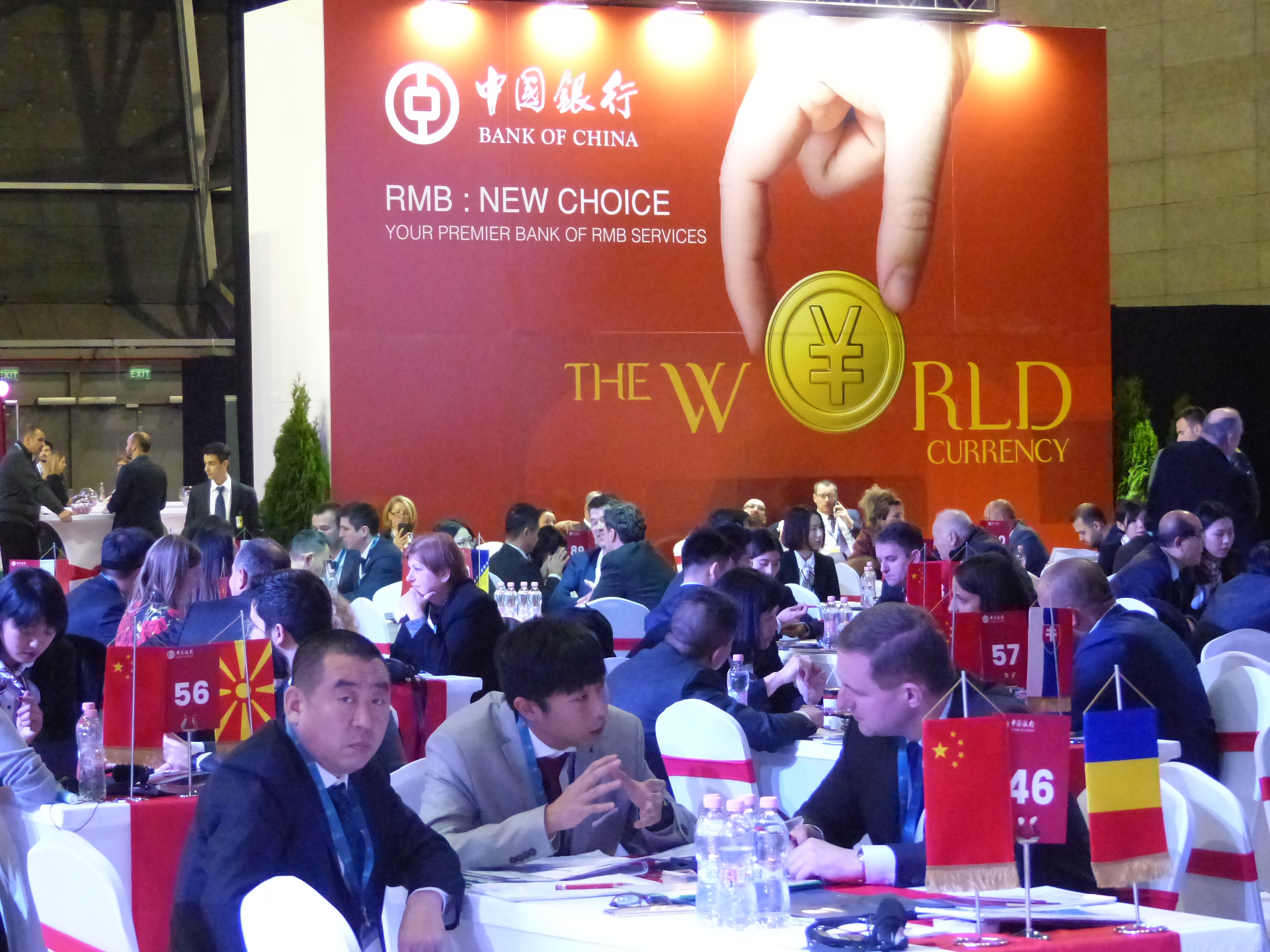
عرض الرنمينبي في قمة الصين- CEEC 2017

نظرًا لأن تدفقات العملات داخل وخارج الصين لا تزال مقيدة ، فإن تداول الرنمينبي في الأسواق الخارجية ، مثل سوق هونج كونج ، يمكن أن يكون له قيمة مختلفة عن الرنمينبي المتداول في البر الرئيسي. عادةً ما يُشار إلى سوق الرنمينبي في الخارج باسم (CNH)، ولكن هناك سوق آخر بين بنوك الرنمينبي وسوق فوري في تايوان للتجارة المحلية المعروفة باسم (CNT).
تشمل أسواق الرنمينبي الأخرى السوق غير القابل للتسليم بالدولار (NDF) وسعر الصرف التجاري للتسوية (CNT).
لاحظ أن (CNTs) المذكورين أعلاه يختلفان عن بعضهما البعض.

## وصلات خارجية
- ستيفن مولفي ، لماذا تحمل العملة الصينية اسمين - بي بي سي نيوز ، 2010-06-26.
- الأوراق النقدية التاريخية والحالية لجمهورية الصين الشعبية باللغة الإنجليزية.
- شهادات الصرف الأجنبي (FEC) لجمهورية الصين الشعبية باللغة الإنجليزية.
- الأوراق النقدية التاريخية والحالية من الصين (بالإنجليزية) (بالفرنسية) (بالألمانية)

- شهادات صرف العملات الأجنبية (FEC) لجمهورية الصين الشعبية (بالإنجليزية) (بالفرنسية) (بالألمانية)